# Вторая революция
Вторая революция (кит. 二次革命, пиньинь èrcì gémìng) — гражданская война в Китае в июле-сентябре 1913 года, один из этапов становления Китайской республики.

## Предыстория
В 1911—1912 годах в Китае произошла Синьхайская революция, в результате которой временным президентом Китайской республики стал Юань Шикай. Однако Юань Шикай на самом деле желал сам стать императором, и потому начал готовиться к разгрому республиканцев. С апреля по август 1912 года Юань Шикай получал от западных держав по 6 миллионов юаней ежемесячного в счёт будущего «реорганизационного займа»; эти деньги шли на укрепление Бэйянской армии, на подкуп колеблющихся республиканцев (особенно командного состава войск южан), политиков и депутатов парламента. Наращивая мощь Бэйянской армии, Юань Шикай последовательно сокращал численность республиканских войск Юга, и к марту 1913 года вооружённые силы провинций Цзянсу, Аньхой, Цзянси, Хунань и Сычуань потеряли 16 дивизий.
Лидеры левых республиканцев не возражали против расформирования войск, набранных из необученных добровольцев в период борьбы против династии Цин, так как полагали, что, пожертвовав этим «балластом», можно будет сохранить все старые кадровые войска Наньянской армии. Однако Юань Шикай в середине 1912 года лишил Хуан Сина должности командующего войсками Юга, разрушив военную структуру левых республиканцев.
Лидеры военных республиканцев были военными губернаторами в таких южных провинциях, как Цзянси, Цзянсу, Аньхой, Гуандун; к этому лагерю тяготели и лидеры провинций Хунань, Фуцзянь и Сычуань. Юань Шикай сумел постепенно склонить на свою сторону губернаторов юго-западных провинций Юньнань, Гуанси и Гуйчжоу. Он вёл себя жёстко и реалистично, а левые республиканцы действовали так, словно Китай уже стал страной буржуазной законности и порядка.

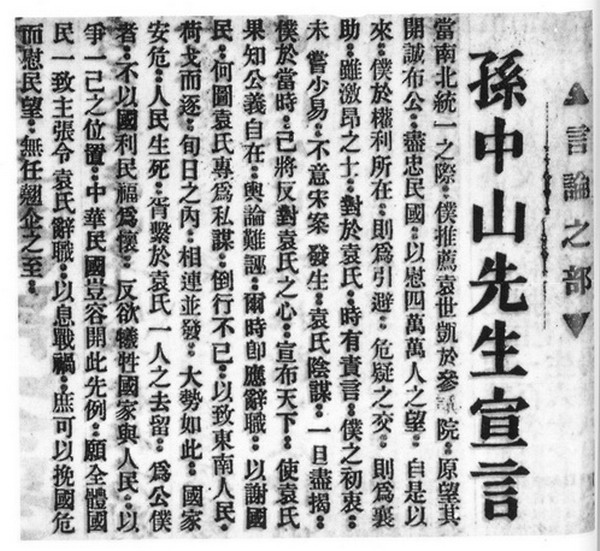
22 июля 1913 года Сунь Ятсен выступил в Шанхае с заявлением, в котором призвал весь народ заставить Юань Шикая уйти в отставку

После победы партии Гоминьдан на парламентских выборах в феврале 1913 года её лидеры, решив, что теперь власть принадлежит им законно, объявили о формировании своего однопартийного кабинета министров во главе с Сун Цзяожэнем. Успех Гоминьдана на выборах испугал все прочие политические и социальные силы и побудил их к объединению против победителей в партию Цзиньбудан, в которой Юань Шикай увидел свою политическую опору.
В марте 1913 года по негласному указанию президента был убит Сун Цзяожэнь. Лидеры Гоминьдана, надеясь избежать гражданской войны, ограничились лишь выражением словесного возмущения по этому поводу. В начале апреля Юань Шикай начал переводить Бэйянскую армию в состояние повышенной боевой готовности. Западные державы выделили на кабальных унизительных условиях «реорганизационный заём» в размере 25 миллионов фунтов стерлингов. Условия вызвали возмущение и негодование в парламенте, и министры — левые республиканцы подали в отставку в знак протеста. Юань Шикай воспользовался этим, чтобы сформировать новый кабинет, состоящий только из угодных ему людей.
Планомерно готовясь к гражданской войне, Юань Шикай провоцировал «левых» выступить первыми. Это позволило бы обвинить Гоминьдан в «мятеже против республики» и дало бы президенту «законное право» подавить бунт вооружённой силой. Чтобы заставить «левых» выступить первыми, Юань Шикай лишил Хуан Сина звания генерала армии, и снял Ли Лецзюня, Бо Вэньвэя и Ху Ханьминя с постов губернаторов провинций Цзянси, Аньхой и Гуандун соответственно. Попав в безвыходное положение, «левые» были вынуждены начать нежелательную для них гражданскую войну.

## Ход событий
Фактически, Гоминьдан контролировал лишь несколько городов в долине нижнего течения Янцзы. Уже через три дня после объявления войны из борьбы выпали провинции Аньхой, Гуандун, Хунань и Фуцзянь. У гоминьдановцев осталось только три армейские группировки: в районе Цзюцзяна, вокруг Нанкина, и в Шанхае.
Наиболее ожесточённые бои развернулись в провинции Цзянси за речной порт Хукоу. Губернатор Ли Лецзюнь в своё время не позволил сократить основной контингент добровольцев 1911 года, закупил за границей оружие и боеприпасы, и хорошо подготовился к войне, что позволило оказать упорное сопротивление войскам генерала Дуань Чжигуя. Однако всё же спустя четыре дня город пал под ударами превосходящих сил северян.
В Шанхае гоминьдановские войска Чэнь Цимэя безуспешно атаковали Цзяннаньский арсенал, где им пришлось столкнуться с войсками ярого монархиста Чжан Сюня. К 14 августа бэйянские войска при поддержке кораблей Великобритании и Германии выбили левых республиканцев из всех опорных пунктов Шанхая.
К середине августа пал Наньчан. Провинции Фуцзянь и Хунань заявили о своём подчинении Пекину и выступили против гоминьдановцев. Единственным очагом сопротивления оставался район Нанкина; бои за столицу Юга шли более 10 дней. Однако 2 сентября войска Чжан Сюня взяли город, учинив там грабежи и поджоги.

## Итоги и последствия
После поражения «второй революции» Сунь Ятсен эмигрировал в Японию. Перед Юань Шикаем открылась дорога к утверждению себя в роли ничем не ограниченного диктатора, а впоследствии и монарха.